# Qat
Qat är en kulturhjälte i Oceaniens mytologi på Nya Hebriderna i Melanesien. Han är en av tolv bröder. 
Qat var den som införde natt och dag. Han skapade också människorna av träblock och göt liv i dem med sin andedräkt. I gengäld var det hans rivaler som införde döden. 
Invånarna på Nya Hebriderna förband Qat med havet och färderna över haven. De trodde att Qat skulle komma tillbaka en dag och tog de första upptäckarna som anlände till ögruppen som Qat och hans besättning.